# Tvååkers kyrka
Tvååkers kyrka är en kyrkobyggnad som ligger i norra utkanten av tätorten Tvååker i Varbergs kommun. Den tillhör Tvååkers församling i Göteborgs stift.

## Medeltidskyrkan
Föregående kyrka på platsen var uppförd på medeltiden av gråsten i romansk stil. Byggnaden bestod av ett rektangulärt långhus med ett smalare rakt avslutat kor i öster. I söder fanns ett murat vapenhus. År 1668 byggdes kyrkan ut åt väster och 1688 uppfördes ett torn av trä. Vid en ombyggnad 1793 tillkom ett tresidigt kor. Medeltidskyrkan revs när en ny kyrka uppfördes.

## Dagens kyrkobyggnad
Något söder om den rivna medeltidskyrkan uppfördes nuvarande stenkyrka åren 1852-1853 av byggmästare från Sandhults socken efter ritningar av Johan Fredrik Åbom vid Överintendentsämbetet. Stilen är nyklassicism med inslag av romanska och gotiserande drag i exteriören. Byggnaden består av ett rektangulärt långhus med rakt avslutat kor i öster och ett kyrktorn i väster. Sakristian är inrymd i en läktarunderbyggnad som tillkom vid en ombyggnad 1979. Ursprungligen var sakristian inbyggd norr om altaret. Huvudingången finns vid västra kortsidan och går via tornets bottenvåning. Ytterligare ingångar finns mitt på södra- och norra långsidan. Långhuset har ett sadeltak som är täckt med skiffersten. Torntaket är täckt med falsad plåt.
En omfattande restaurering genomfördes 1893 under ledning av arkitekt Adrian C. Peterson, då kyrkan reparerades och fick delvis ny inredning. Nya bänkar tillkom och ersatte tidigare sluten bänkinredning. En ytterligare renovering utfördes 1930 under Allan Berglunds ledning.
Vid renoveringen i samband med hundraårsjubileet 1953, vilken leddes av Sigfrid Ericson, fick kyrkorummet sin nuvarande karaktär. Det stora korfönstret sattes igen och nuvarande bänkinredning tillkom. Kyrkorummets flacka brädvalv, liksom altarvägg och läktarbarriär försågs med målningar av konstnären Joël Mila. Denne komponerade även färgsättningen av altare, predikstol och bänkgavlar.

## Inventarier
- Predikstolen tillverkades 1859 av snickarmästare J. A. Andersson i Varberg. Den försågs 1930 med skulpturer föreställande de fyra evangelisterna samt aposteln Paulus, utförda av bildhuggaren Axel Andersson i Morup.
- Altaruppsatsens figurgrupp med Maria och Johannes i gips är en gåva av kontraktsprost Carl Fehrman och kom till kyrkan vid restaureringen 1893.
- Nuvarande dopfunt är huggen i sten 1954 efter medeltida modell av skulptör Erik Nilsson, Harplinge.
- Ett golvur är från 1796.
- Två kyrkokistor är från 1779 respektive 1846.

### Klockor
I tornet hänger två kyrkklockor som båda är omgjutna 1853. 
- Storklockans diameter är 118 cm och vikten 1050 kg.
- Lillklockan är 103 cm i diameter och väger 700 kg.

### Orgel
Fasaden på läktaren är från 1860 års orgel som var byggd av J. F. Ahlstrand i Istorp. Den byggdes om och utökades 1924 av Furtwängler & Hammer i Hannover och ytterligare en gång 1962-1963 av Hammarbergs Orgelbyggeri AB. Orgeln är mekanisk och har 23 stämmor fördelade på två manualer och pedal.

## Omgivningar
- Omedelbart öster om kyrkan ligger en skola.
- Söder om kyrkan ligger församlingshemmet.
- Strax nordost om kyrkan ligger en prästgård med församlingsexpedition.
- Omkring en kilometer åt nordost ligger en nyare prästgård samt klockaregården.